# Rudolf Pörtner
Rudolf Pörtner (* 30. April 1912 in Bad Oeynhausen; † 12. September 2001 in Bonn) war ein deutscher Journalist, Historiker und Schriftsteller.

## Leben
Rudolf Pörtner, Sohn von Dora Pörtner, geborene Fricke, und des kaufmännischen Angestellten Wilhelm Pörtner, war evangelisch, besuchte zunächst die Volksschule, und dann das Realprogymnasium in Bad Oeynhausen und anschließend das Realgymnasium in Bielefeld bis zum Abitur 1931. Von 1931 bis 1938 studierte er Geschichte, Germanistik, Volkswirtschaft und Soziologie an den Universitäten Marburg, Berlin sowie Leipzig.
Von 1933 bis 1934 war als Journalist beim Anzeiger und Tageblatt in Bad Oeynhausen tätig. Von 1938 bis 1945 war er, mit einer Unterbrechung von 1942 bis 1943 als „Kriegsberichter“ der Propagandakompanie, bei dem unter der Kontrolle der NSDAP stehenden Zeitungsdienst Graf Reischach tätig.
Neben Berichten von der Front schrieb er – auch für den Völkischen Beobachter – Systemkonformes: „An der Schwelle zum fünften Kriegsjahr“, vier Jahre nach Ausbruch des Zweiten Weltkriegs, forderte Pörtner von den deutschen Frontsoldaten etwa, das zu loben, „was sie von ihren Angehörigen trennt und in eine Welt der Zerstörung und blutigen Vernichtung stellt und selber täglich den Ende aller Dinge preisgibt“. Denn es gebe keinen anderen Weg als den, „gerade auf das Ziel loszugehen und an den Widrigkeiten und Fährnissen dieser kriegsdurchtobten Welt sein eigenes Menschentum zu erproben.“ Die Deutsche Wochenschau pries Pörtner überschwänglich als „Geschichtsquelle und Heldendokument“ und attestierte ihr eine „unerbittliche Wahrhaftigkeit ihrer Bilder“, vor denen „das persönliche Leben in Staub und Asche“ versinke und nur eines bleibe: „das Mitgehen, das Dabeisein und das Gefühl des grossen, alle umfassenden ‚Wir‘, dem sich niemand zu verschliessen“ vermöge.
In einer Rezension des antisemitischen NS-Propagandafilms „Jud Süß“ behauptete Pörtner, dass der Film „Gesicht und Wesen des Judentums festgehalten“ habe und damit „ohne die historische Wahrheit im geringsten zu verletzen, ein Abbild auch des heutigen Judentums und jenes Geistes“ gebe, „dem der Kampf des Nationalsozialismus“ gelte. Da sei unter anderem der „Drecksjude, die Ghetto-Laus, jene verkommene, heruntergekommene Gestalt mit zerzaustem Bart und verklebten Augen, die nur noch der Niedrigkeit blöder Listigkeit fähig“ sei und die – so fügte er der Schmähung affirmativ hinzu – „jedem Ghetto-Besucher polnischer Städte eine nur allzu bekannte Erscheinung“ sei.
Nach dem Ende des Zweiten Weltkriegs war Pörtner von 1947 bis 1958 Redakteur beim „Deutschen Zeitungsdienst“ in Herford und Bonn. In Berlin und Bonn arbeitete er als Korrespondent für Presseagenturen, später als freier Schriftsteller.
Große Bekanntheit erlangte Pörtner mit populärwissenschaftlichen Sachbüchern. Sein 1959 verfasstes Erstlingswerk Mit dem Fahrstuhl in die Römerzeit wurde zum Bestseller. Pörtner beschäftigte sich darin mit den sozialgeschichtlichen Aspekten der Kulturbegegnung zwischen Römern und Germanen, beispielsweise am Limes, in Xanten, Neuss und Trier. Dabei schlug er einen Bogen zwischen archäologischen Funden und der Gegenwart des Lesers.
Ähnlichen Erfolg brachten ihm weitere Sachbücher über die römisch-germanische Antike, die Zeit der Wikinger und über die Kreuzzüge (Operation Heiliges Grab). Darüber hinaus betreute er als Herausgeber eine zehnbändige Weltgeschichte der Archäologie (mit Hans Georg Niemeyer) sowie zahlreiche Sammelbände zur Alltagsgeschichte des 20. Jahrhunderts, in der prominente Zeitzeugen über ihre Jugend im Kaiserreich und der Weimarer Republik berichteten.
Im Jahr 1940 heiratete er Eugenie Müller, mit der er die Kinder Rudolf und Irene hatte. Er lebte zuletzt in Bonn-Bad Godesberg.

## Auszeichnungen
- 1974 Ceram-Preis des Rheinischen Landesmuseums Bonn[9]
- 1985 Bundesverdienstkreuz
- 1990 Verdienstorden des Landes Nordrhein-Westfalen[10]

## Veröffentlichungen
- 1959 Mit dem Fahrstuhl in die Römerzeit. Städte und Stätten deutscher Frühgeschichte.
- 1961 Bevor die Römer kamen
- 1964 Die Erben Roms. Städte und Stätten des deutschen Früh-Mittelalters (Platz 1 der Spiegel-Bestsellerliste im Jahr 1964)
- 1967 Das Römerreich der Deutschen
- 1971 Die Wikinger-Saga
- 1975 Alte Kulturen ans Licht gebracht
- 1977 Operation Heiliges Grab
- 1980 mit Nigel Davies: Alte Kulturen der Neuen Welt
- 1981–1987 als Hrsg. mit Hans Georg Niemeyer: Die großen Abenteuer der Archäologie
- 1982 als Hrsg.: Das Schatzhaus der deutschen Geschichte. Das Germanische Nationalmuseum. Unser Kulturerbe in Bildern und Beispielen
- 1985 als Hrsg.: Mein Elternhaus. Ein deutsches Familienalbum
- 1986 Sternstunden der Technik
- 1987 als Hrsg.: Kindheit im Kaiserreich
- 1987 Oskar von Miller. Der Münchner, der das Deutsche Museum „erfand“
- 1989 als Hrsg.: Kinderjahre der Bundesrepublik. Von der Trümmerzeit zum Wirtschaftswunder[11]
- 1990 als Hrsg.: Alltag in der Weimarer Republik
- 1995 als Hrsg.: Weihnachten nach dem Krieg. Erinnerungen an 1945
- 2013 Zum Deutschen Haus. Eine Kindheit und Jugend bis 1933 (herausgegeben von Rudolf Pörtner jun. und Irene Steffen)